# Estación aeronaval del Río Patuxent
La Estación aeronaval del Río Patuxent (IATA: NHK, OACI: KNHK, FAA LID: NHK), también conocida como NAS Pax River (en inglés), es una base aeronaval de Estados Unidos localizada en el Condado de Saint Mary, Maryland, Bahía de Chesapeake cerca de la desembocadura del río Patuxent. Es la sede de la escuela naval de pilotos de prueba de Estados Unidos, y sirve como un centro de prueba y evaluación y sistemas de adquisición relacionados con la aviación naval. Comisionada el 1 de abril de 1943 en tierras adquiridas en gran parte a través de la expropiación, la estación aérea creció rápidamente en respuesta a la Segunda Guerra Mundial.

## Marco teórico
La base se convirtió en un centro de pruebas así como varias instalaciones fueron construidas a lo largo de la década de 1950 y 1960; incluyendo la escuela de pilotos navales de Estados Unidos (1958), la División de pruebas de sistemas de armas (1960) y el centro de evaluación de sistema de propulsión. La base también sirvió como el centro de pruebas para el V-22 Osprey.
Las décadas de 1950 y 1960 vieron en abundancia de nuevos aviones, y cada tipo sufrió pruebas rigorosas en Patuxent River. Esta época marcó hitos importantes:
• Nuevos buques de asalto anfibio, entre otros, se unió a la flota para aprovechar las capacidades únicas de helicópteros de asalto vertical y reposición.doctrina táctica.
• Los avances en artefactos, electrónica y equipo de navegación cambiaron la 
Se desarrollaron aviones y helicópteros • de despegue y aterrizaje corto y vertical que reemplazaron gradualmente a los hidroaviones.
Además de su papel en las pruebas de aviones navales, durante la década de 1950 a 1970 Patuxent River sirvió como base de operaciones de un escuadrón de transporte - VR-1, un escuadrón TACAMO - VQ-4, unidad de entrenamiento aerotransportado del Atlántico - AEWTULANT y VW-11, VW-13 AN VW-15 y un número de escuadrones de patrulla incluyendo VP-8, VP-44, VP-49, VP-24, VP-30 y VP-68.
En 1965, el Escuadrón de reconocimiento VQ-4, basado en NAS Patuxent River, comenzó a utilizar Lockheed C-130 equipado con equipo de comunicaciones especiales para realizar a su misión Take Charge and Move Out (TACAMO) durante las 24 horas.El VQ-4 siempre sirvió de relé de largo alcance, de muy baja frecuencia de comunicaciones entre el Centro Nacional de comando y la flota de submarinos de misiles balísticos.Dos aviones A-7A Corsair II hicieron la travesía transatlántica desde NAS Patuxent River a Evereux, Francia, en 1967, acumulando 3.327 millas náuticas en poco más de siete horas, una distancia no oficial, de vuelo para avión jet de ataque ligero no reabastecido.
Investigación y desarrollo en NAS Patuxent Rive fueron llevadas a cabo en la década de 1970. Harrier, Tomcat y Orion fueron sólo algunos de los programas principales de aviones en proceso de prueba y evaluación riguroso en NAS Patuxent River. Programas de helicóptero también habían alcanzado hitos importantes durante la década de 1970. El Centro Naval de prueba de aire (NATC) en NAS Patuxent River tomó parte en el desarrollo y pruebas de nuevas funciones para helicóptero, como antiminas. El vuelo final de los ensayos de aceptación de servicio para el helicóptero artillado de Cobra AH-1T se realizó en NATC Patuxent River.
Desde el final de la guerra fría, las medidas del Pentágono de realineamiento y cierre de Bases han migrado la investigación e instalaciones de prueba para aviones de ala fija y rotatoria a NAS Patuxent River desde bases dadas de baja. Ahora, el complejo alberga más de 17.000 personas, incluyendo miembros en servicio activo, empleados del servicio civil, empleados de contratista de defensa y militares dependientes.
NAS Patuxent River es sede del comando de sistemas de aire naval (NAVAIR), el ala de prueba del aire del Atlántico y los comandos de la División de guerra aeronaval (NAWCAD).
Se utilizó como un locación para la película de Harrison Ford , Random Hearts (1999). Ford y el director Sydney Pollack ambos visitaron Naval Air Station Patuxent River. Ford, un piloto certificado, voló el avión por sí mismo.

## Historía

### Génesis

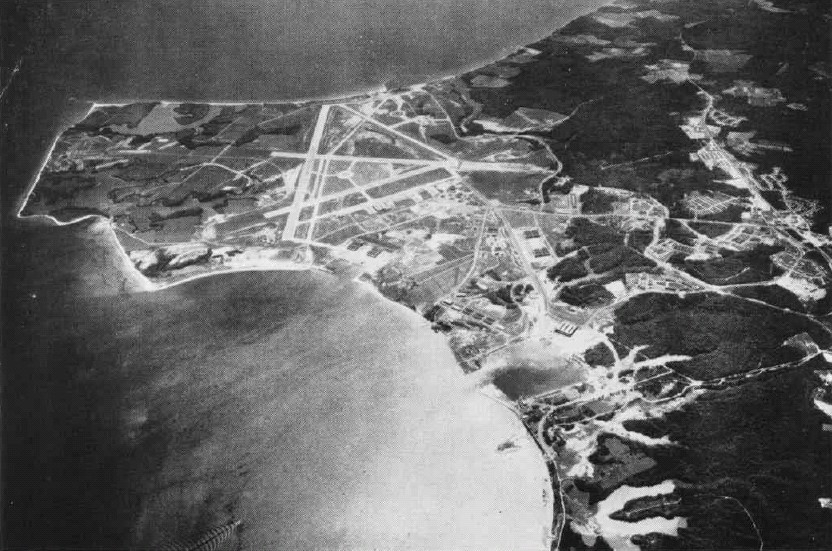
Vista aérea de NAS Patuxent River a mediados de 1940

Situado en una península entre el río Patuxent y la bahía de Chesapeake, NAS Patuxent River se encuentra en 6400 km² de lo que fue una vez primera tierras de cultivo, que consta de varios grandes plantaciones, Mattapony, Susquehanna y Cedar Point, así como numerosos inquilinos arrendatarios y aparceros y unas pocas casas vacacionales. La comunidad de Cedar Point incluye varias iglesias, una oficina de correos y una gasolinera. Ahora algunas de las antiguas casas sirven como cuartos para el personal de la Marina estacionado allí.
En 1937, la Oficina de naves de la aeronáutica intentó consolidar programas de prueba de la aviación, previamente se llevó a cabo en varios lugares, incluyendo Dahlgren y Norfolk, el Astillero naval Washington, estación aeronaval Anacostia en Washington D. C., y la Naval Aircraft Factory en Filadelfia, Pensilvania. Cedar Point fue seleccionado debido a su remota ubicación en la costa, bien alejada de la congestión del tráfico aéreo, con un amplio espacio para las pruebas.

### Urgencia de guerra

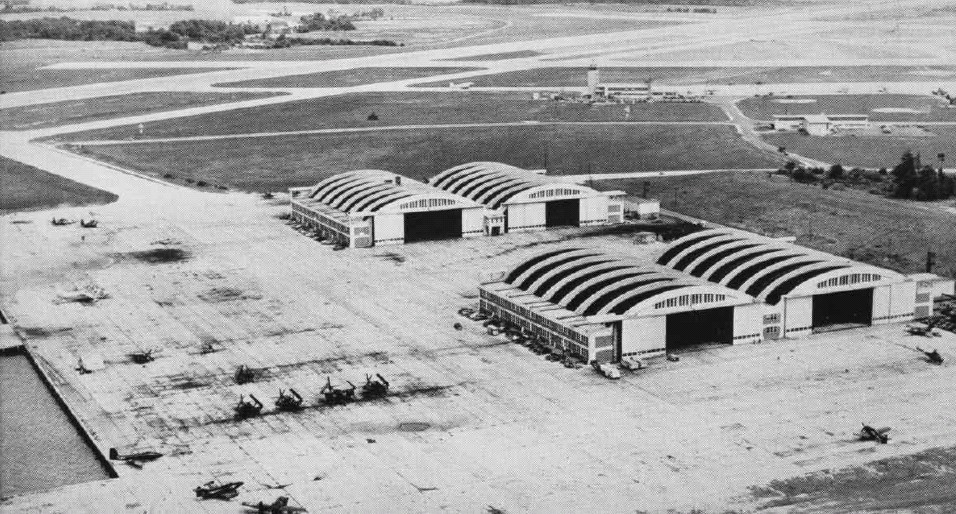
Vista aérea de los hangares en la década de 1940

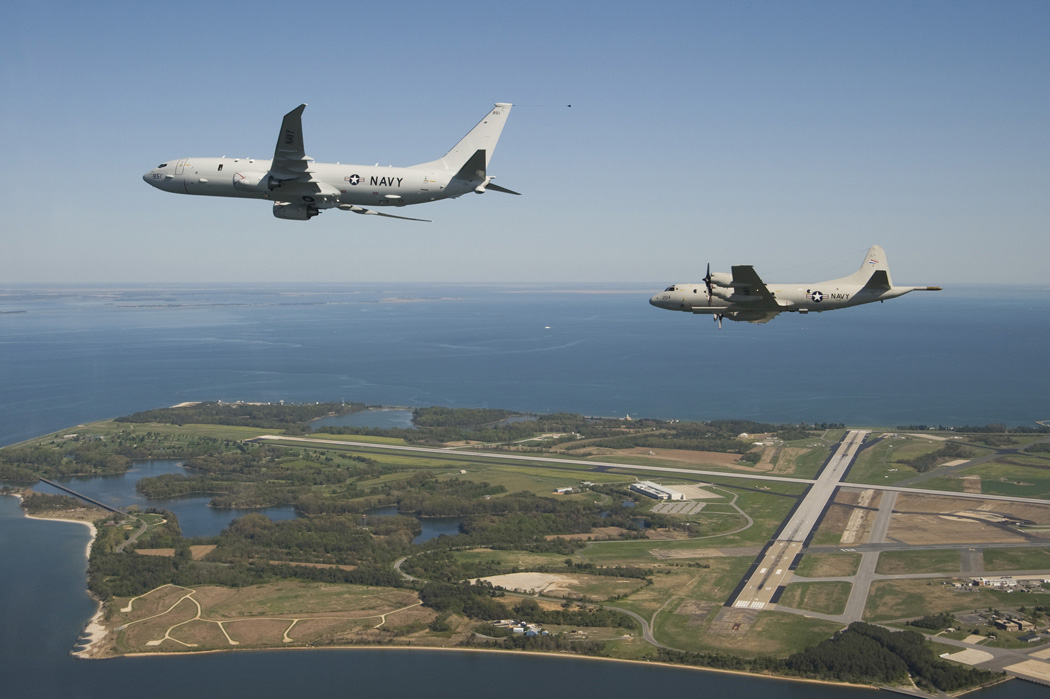
Un P-3 Orion y un P-8 Poseidon sobre el campo de aterrizaje en 2010

El inicio de la participación estadounidense en la Segunda Guerra Mundial estimuló el establecimiento de la nueva estación aeronaval.El Contraalmirante John Henry Towers, Jefe de la Oficina de aeronáutica, solicitó la aprobación y autorización para iniciar la construcción de 22 de diciembre de 1941.El Secretario de la Marina, Frank Knox, dio aprobación el 7 de enero de 1942 y la construcción comenzó el 4 de abril de 1942. Los residentes tenían aproximadamente un mes, hasta el 1 de marzo de 1942, para reubicarse porque el gobierno federal compró toda la tierra a un costo de US$712.287 para 6412 km².
La falta de transporte en el condado de Saint Mary llevó la armada para adquirir y revitalizar un ramal llamado el ferrocarril de Washington, Brandywine y Point Lookout (aka "The Farmers' Railroad") desde Brandywine a Mechanicsville, Maryland en junio de 1942 y construir una extensión sur desde Mechanicsville a la estación aérea. Conocido como el ferrocarril del Gobierno de los Estados Unidos, el ferrocarril era movido a vapor y fue operado al sur de Brandywine para uso oficial exclusivo hasta 1954, cuando el ferrocarril de Pensilvania asumió la operación de la línea . El servicio ferroviario terminó en 1965 y la línea fue posteriormente desechada, aunque el derecho de paso todavía es muy visible.
Una extensión de la carretera a la nueva estación de aire fue requerida por el proyecto — 250.000 toneladas de material fueron transportadas por camión o barco durante un año de construcción.
Empleando unos 7.000 en su pico de la construcción, el área tenía una sensación de una ciudad en pleno auge de la fiebre del oro y los residentes locales se unieron a los trabajadores de todo el país, con ganas de conseguir en los puestos de trabajo bien remunerados en la estación.

### Los Marines asumen la seguridad durante un corto tiempo
El 20 de octubre de 1942, los Marines primero llegó y se hizo cargo de la seguridad. Hoy en día, la estación utiliza Marina Masters-At-Arms (MA) y Departamento de policía de defensa para la policía local estándar, y el Servicio de investigación criminal naval (NCIS) para las investigaciones criminales de alto perfil y una fuerza de seguridad a contrato para controlar el acceso.
Durante la construcción, ahora las necesidades de vivienda había superado suministro y barracas construidas para los trabajadores de la estación. Más tarde, se levantaron varias áreas de la vivienda fuera de estación para los trabajadores y sus familias en Lexington Park, Maryland, anteriormente Jarboesville, nombrado en honor del USS Lexington, el segundo portaaviones de la marina, perdido durante la batalla del mar del Coral el 8 de mayo de 1942.

### Dedicación
Oficialmente fue encargada la estación como "U.S. Naval Air Station, Patuxent River, Maryland" el 1 de abril de 1943. En una ceremonia presidida por el contraalmirante John S. McCain, Sr., entonces jefe del Oficina de aeronáutica, Patuxent river fue conocido como la estación más necesitada en la Armada." El nombre no oficial era Cedar Point o la estación aérea Naval en Cedar Point, pero los funcionarios estaban preocupados por la posible confusión con la estación aeronaval del Cuerpo de Marines Cherry Point, Carolina del Norte, así la nueva instalación fue nombrada por el río adyacente.

### Campo Trapnell
El 1 de abril de 1976, fue nombrado en honor al pionero aviador Vicealmirante Frederick M. Trapnell, un excomandante del centro de pruebas aeronavales en la estación. 

 Todos los que vuelan en azul marino permanecen en deuda con el vicealmirante Trapnell. Este campo servirá como un recordatorio viviente de esa deuda.
ADM Frederick H. Michaelis, Jefe de Oficina de material naval

## Comandos residentes
- Comando de sistemas aeronavales
- Escuela de pilotos navales de prueba de Estados Unidos
- Escuadrón de desarrollo científico 1
- Escuadrón de evaluación y pruebas aéreas 20
- Escuadrón de ala rotatoria de prueba 21
- Escuadrón de evaluación y pruebas aéreas 23
- Laboratorio de Investigación Naval de los Estados Unidos

## Museo aeronaval del Río Patuxent
El Museo aeronaval del Río Patuxent está situado dentro de la base y registra los momentos históricos más importantes de la misma.